# Гоат, Уильям
Уильям Гоат (англ. William Goate) — английский военный, обладатель креста Виктории, наиболее почётной воинской награды Великобритании и Содружества наций.
Во время Индийского народного восстания 1857—1859 годов Гоат в возрасте 22 лет был в чине младшего капрала 9-го Королевского уланского полка. 6 марта 1858 года около города Лакхнау (ныне — столица индийского штата Уттар-Прадеш) проявил чрезвычайное мужество, за которое был награждён крестом Виктории:
За чрезвычайное мужество около Лакхнау, 6 марта 1858 года, спешился в присутствии нескольких представителей вражеской стороны и, подняв тело майора Смита, 2-го гвардейского драгунского полка, попытался вынести его с поля боя, и будучи вынужденным покинуть его в окружении кавалерии противника, отправился во второй раз под плотным огнём врага, чтобы вернуть тело. Донесение генерал-майора сэра Джеймса Хоупа Гранта, 8 апреля 1858 года.
Оригинальный текст (англ.)For conspicuous gallantry at Lucknow, on the 6th of March, 1858, in having dismounted, in the presence of a number of the enemy, and taken up the body of Major Smyth, 2nd Dragoon Guards, which he attempted to bring off the field, and after being obliged to relinquish it, being surrounded by the enemy's cavalry, he went a second time under a heavy fire to recover the body. Despatch from Major-General Sir James Hope Grant, K.C.B., dated 8th April, 1858.
Позднее получил звание капрала.
Гоат переехал в Саутси в мае 1900 года. Умер в возрасте 64 лет от рака на Леопольд-Стрит, Саутси.
Гоат был похоронен на кладбище Гайланд Роуд. Мемориальный камень был воздвигнут в октябре 2003 года.
Его крест Виктории демонстрируется в полковом музее 9/12 полков королевских улан в Музее и художественной галерее Дерби.